# A Woman's Wit (film 1909)
A Woman's Wit è un cortometraggio muto del 1909 diretto da Tom Ricketts.

## Produzione
Il film fu prodotto dalla Essanay Film Manufacturing Company.

## Distribuzione
Il film - un cortometraggio della lunghezza di 145 metri - uscì nelle sale cinematografiche USA il 20 ottobre 1909. Nelle proiezioni, veniva programmato con il sistema dello split reel, accorpato in un'unica bobina con un altro cortometraggio prodotto dall'Essanay, la commedia The Widow.